# Herbert Wotte
Herbert Wotte (12. března 1909, Drážďany – 8, března 1989, tamtéž) byl německý spisovatel, historik umění, pedagog a překladatel.

## život
Wotte byl synem poštovního úředníka. Po absolvování gymnázia vystudoval pedagogiku, psychologii a dějiny umění na univerzitách v Lipsku, Vídni a v Drážďanech V letech 1932–1942 pracoval jako učitel, po skončení druhé světové války se věnoval literatuře.
Wotte je především autorem románových biografií známých přírodovědců, etnografů a cestovatelů. Kromě toho psal turistické průvodce a slovem doprovázel obrazové publikace o malířích.

## Z díla

### Turistické průvodce
- Die Weißeritz-Talsperren (1954, Přehrady na řece Weißeritz),
- Dresden (1956, Drážďany),
- Barockgarten Großsedlitz (1961, Barokní zahrada Großsedlitz),
- Pillnitz und seine Umgebung (1967, Pillnitz a jeho okolí),
- Talsperren Malter und Klingenberg (1973, Přehrady Malter a Klingenberg),
- Tharandter Wald (1986, Tharandtský les).

### Románové biografie
- In blauer Ferne lag Amerika (1966), kniha o německém badateli Georgovi Wilhelmovi Stellerovi, který byl prvním evropským přírodovědcem, který se dostal na Aljašku.
- Kapitän Berings letzte Fahrt (1968), příběh poslední plavby mořeplavce Vituse Beringa.
- Kaaram Tamo – Mann vom Mond (1969), kniha o ruském etnografovi a cestovateli Nikolaji Nikolajeviči Mikluchovi-Maklajovi.
- Die Insel der bösen Geister (1970), život a činy ruského polárníka Nikifora alexejeviče Begičeva.
- Unter Reitern und Ruinen (1971), kniha o ruském cestovateli po Střední Asii Petrovi Kuzmičovi Kozlovovi.
- David Livingstone. Ein Forscherleben für Afrika (1973), život skotského cestovatele Davida Livingstona.
- Magellans Reise um die Welt (1975, Magellanova cesta kolem světa), vyprávění o první cestě kolem světa, kterou uskutečnil Portugalec Fernando Magellan.

### Ostatní
- Jagd im Zwielicht (1983, Lov v přítmí), kulturně-historické dílo o lovcích a pytlácích v průběhu čtyř století.
- Paul Baum (1985), obrazová publikace o německém malíři Paulovi Baumovi.
- Georges Seurat (1988), obrazová publikace o francouzském malíři Georgovi Seurautovi.

## Česká vydání
- Magellanova cesta kolem světa, Albatros, Praha 1986, přeložila Julie Heřmanová-Kohnová.